# Deporte en Bulgaria

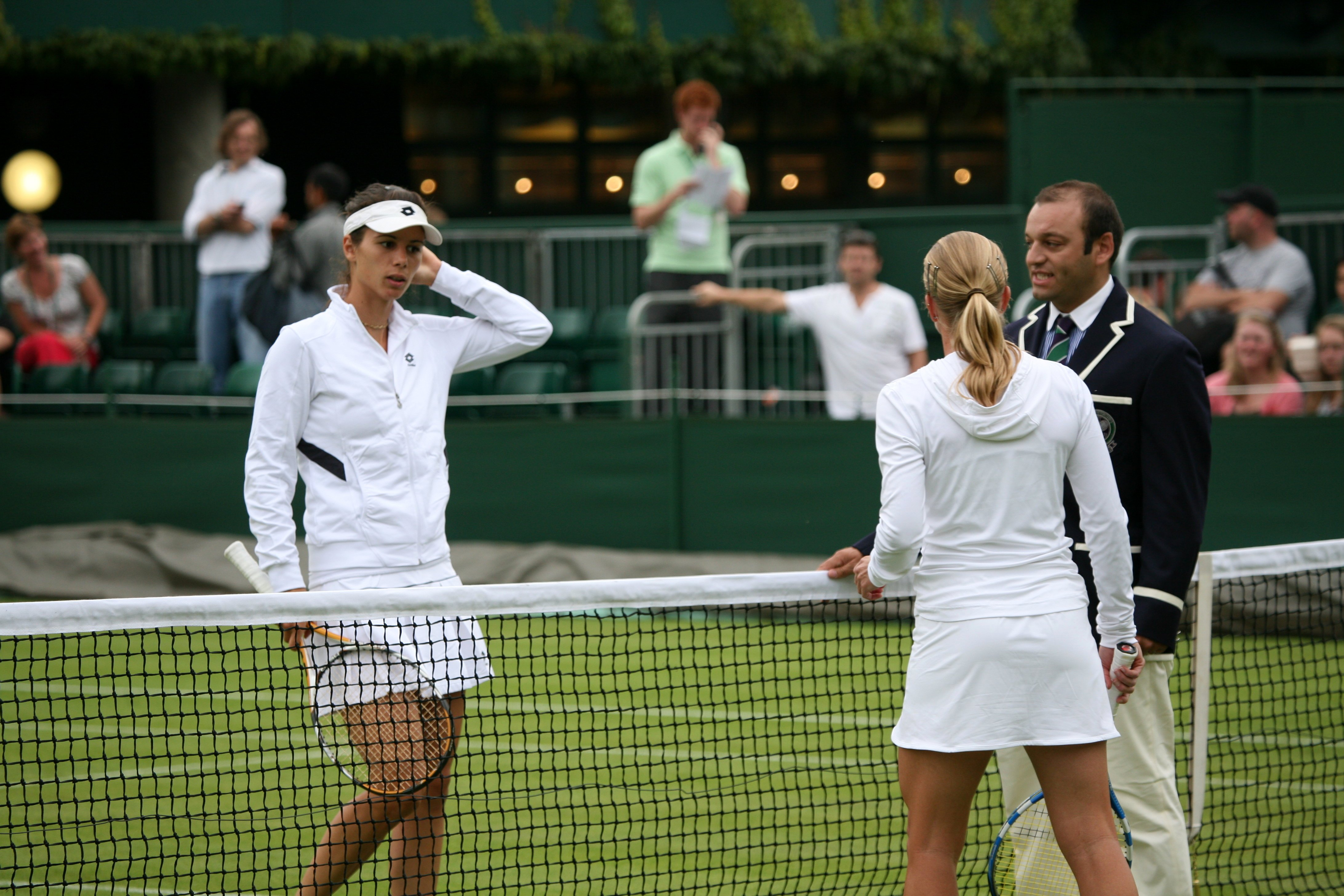
Tsvetana Pironkova y Jill Craybas durante el lanzamiento de la moneda, antes de su 2009 Campeonato de Wimbledon primera ronda.

Bulgaria ha establecido tradiciones en una gran variedad de deportes.

## Juegos Olímpicos

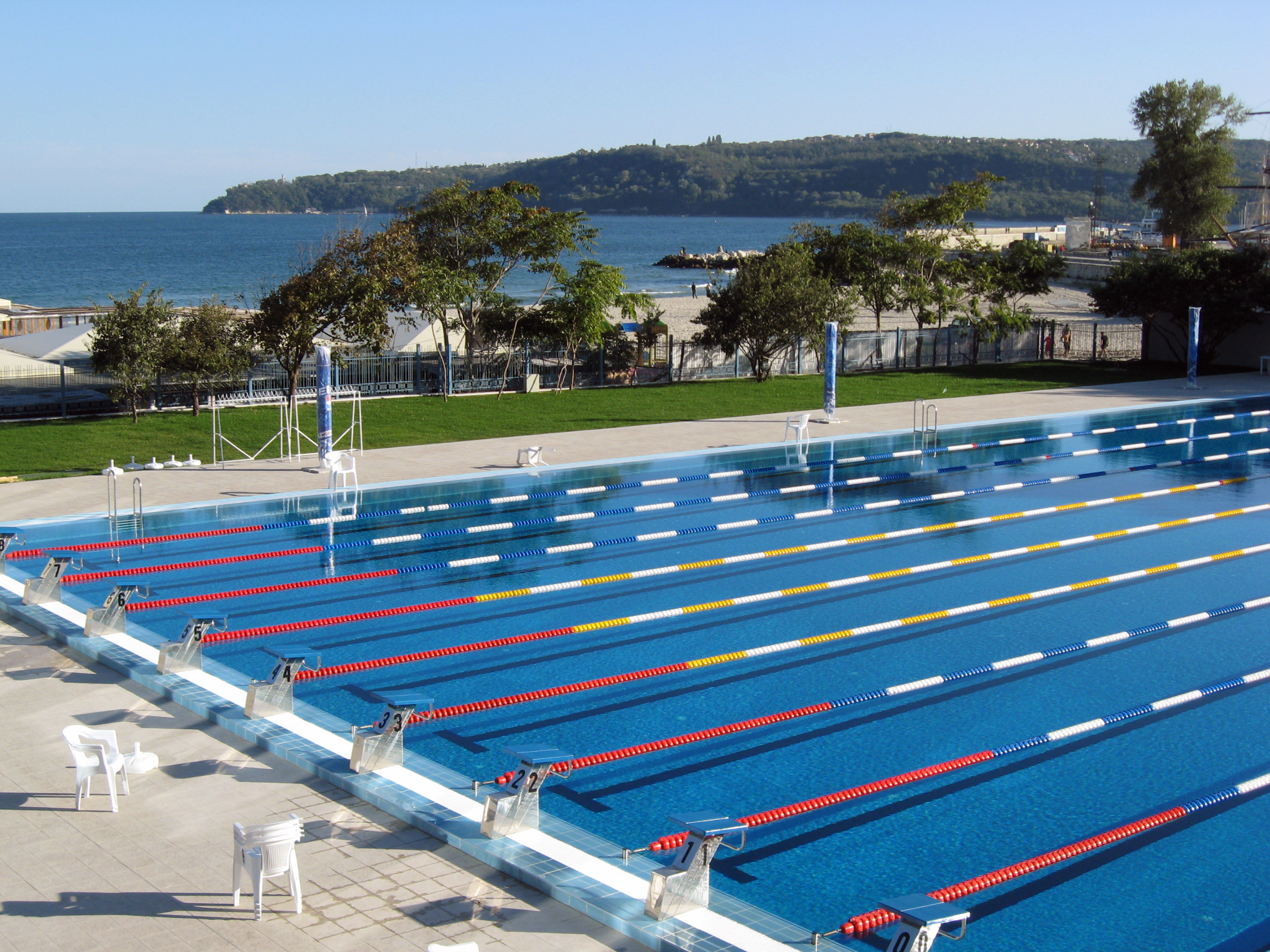
Una piscina olímpica en Varna.

Bulgaria participa en los Juegos Olímpicos de verano e invierno, y su primera aparición se remonta a los primeros Juegos Olímpicos modernos en 1896, cuando el gimnasta suizo Charles Champaud representó al país. Desde entonces, Bulgaria ha aparecido en la mayoría de las Olimpiadas de Verano, y desde 2012 ha ganado un total de 214 medallas: 51 de oro, 85 de plata y 78 de bronce. Las participaciones más exitosas tuvieron lugar en Múnich (21 medallas), Montreal (22 medallas), Moscú (41), Seúl (35). En los Juegos Olímpicos de Invierno, Bulgaria tiene un récord menos impresionante: solo 6 medallas (de las cuales solo una de oro) de 19 participaciones.
Algunos de los atletas olímpicos más destacados incluyen a Mariya Grozdeva (tiro), Ekaterina Dafovska (biatlón), Armen Nazaryan (lucha libre), Stefka Kostadinova (salto de altura, poseedor del récord mundial desde 1987), Yordanka Donkova (100 m, titular del mundo récord desde 1988), Yordan Yovchev (gimnasia), Neshka Robeva (gimnasia), Rumyana Neykova (remo).
La lucha libre es la disciplina más exitosa. Los luchadores búlgaros han ganado un total de 68 medallas: 16 de oro, 32 de plata y 20 de bronce. El levantamiento de pesas es el segundo deporte más exitoso con un total de 36 medallas. Sin duda, este es uno de los deportes de mayor prioridad de Bulgaria con alrededor de 1,000 medallas de oro en diferentes competiciones, aunque se han producido casos de dopaje entre los levantadores de pesas búlgaros, lo que llevó a la expulsión de todo el equipo búlgaro de los Juegos Olímpicos de verano de 2000, y su retirada voluntaria de los Juegos Olímpicos de verano de 1988. Las autoridades olímpicas despojaron a varios levantadores de pesas búlgaros de medallas en 2004; y todo el equipo de levantamiento de pesas del país se retiró en 2008. Longman, Jere (2000-09-23). "Sydney 2000: levantamiento de pesas; el escándalo de drogas continúa: equipo búlgaro es expulsado de los juegos". The New York Times. Consultado el 19 de noviembre de 2008. Todo el equipo de levantamiento de pesas búlgaro fue expulsado de los Juegos Olímpicos hoy en un escándalo de drogas ... Dos levantadores búlgaros dieron positivo por la furosemida diurética, según el Comité Olímpico Internacional. Era el mismo diurético que dos medallistas de oro búlgaros fueron capturados usando en los Juegos de Verano de 1988 en Seúl, Corea del Sur. Todo el equipo búlgaro de levantamiento de pesas se retiró de esos Juegos. Stefan Botev, Nikolay Peshalov, Demir Demirev, Asen Zlatev, Blagoy Blagoev y Yoto Yotov figuran entre los levantadores de pesas más distinguidos. Naim Süleymanoğlu, un turco étnico, originalmente entrenado y compitió por Bulgaria antes de desertar y competir por Turquía.
Los deportes de tiro también han demostrado estar entre las disciplinas más fuertes de Bulgaria. Mariya Grozdeva y Tanyu Kiryakov han ganado medallas de oro olímpicas. Ekaterina Dafovska ganó el oro olímpico en biatlón en los Juegos Olímpicos de Invierno de 1998, mientras que Evgenia Radanova es la olímpica de invierno búlgara más exitosa con 3 medallas en patinaje de velocidad sobre pista corta.

## Fútbol
El fútbol se ha convertido con diferencia en el deporte más popular del país. Muchos búlgaros siguen de cerca la mejor liga búlgara, actualmente conocida como la Primera Liga de Fútbol Profesional; así como las ligas de otros países europeos. El equipo nacional logró su mayor éxito con un cuarto lugar en la Copa Mundial de la FIFA 1994 en los Estados Unidos.
Dimitar Berbatov (Димитър Бербатов) actualmente se ubica como uno de los jugadores de fútbol búlgaros más famosos. A partir de la temporada 2012/2013, juega para el FC Fulham, reincorporándose con el mánager Martin Jol, quien lo trajo a Inglaterra. Berbatov también pasó cuatro temporadas en el Manchester United, donde marcó sus dos primeros goles para el equipo en su victoria por 3-0 ante Aalborg en la fase de grupos de la Liga de Campeones el 30 de septiembre de 2008, menos de un mes después de unirse al equipo. Georgi Asparuhov, apodado Gundi (1943–1971), también se hizo extremadamente popular en el país y en el extranjero, después de haber recibido ofertas de clubes en Italia y Portugal, y haber ganado el premio de jugador de fútbol búlgaro №1 para el siglo XX. Hristo Stoichkov se ha convertido en el futbolista búlgaro más conocido de todos los tiempos. Su carrera alcanzó su punto máximo entre 1992 y 1995, mientras jugaba para el FC Barcelona, ganando el Balón de Oro en 1994. Además, apareció en el ranking FIFA 100. Tres búlgaros han ganado el premio de la Bota de Oro de los máximos goleadores europeos: Hristo Stoichkov, Georgi Slavkov y Petar Jekov.
CSKA Sofía es uno de los dos clubes de fútbol búlgaros con mejor desempeño. Levski Sofía se convirtió en el primer equipo búlgaro en participar en la moderna UEFA Champions League en 2006/2007. Slavia Sofía, Lokomotiv Sofía y Litex Lovech han jugado a menudo en la UEFA Europa League. Más recientemente, Ludogorets Razgrad se ha convertido en el equipo dominante del país, con una racha continua de seis títulos de primer nivel (2012-17). Otros clubes populares incluyen Botev Plovdiv, Cherno More Varna y Lokomotiv Plovdiv.

## Vóleibol

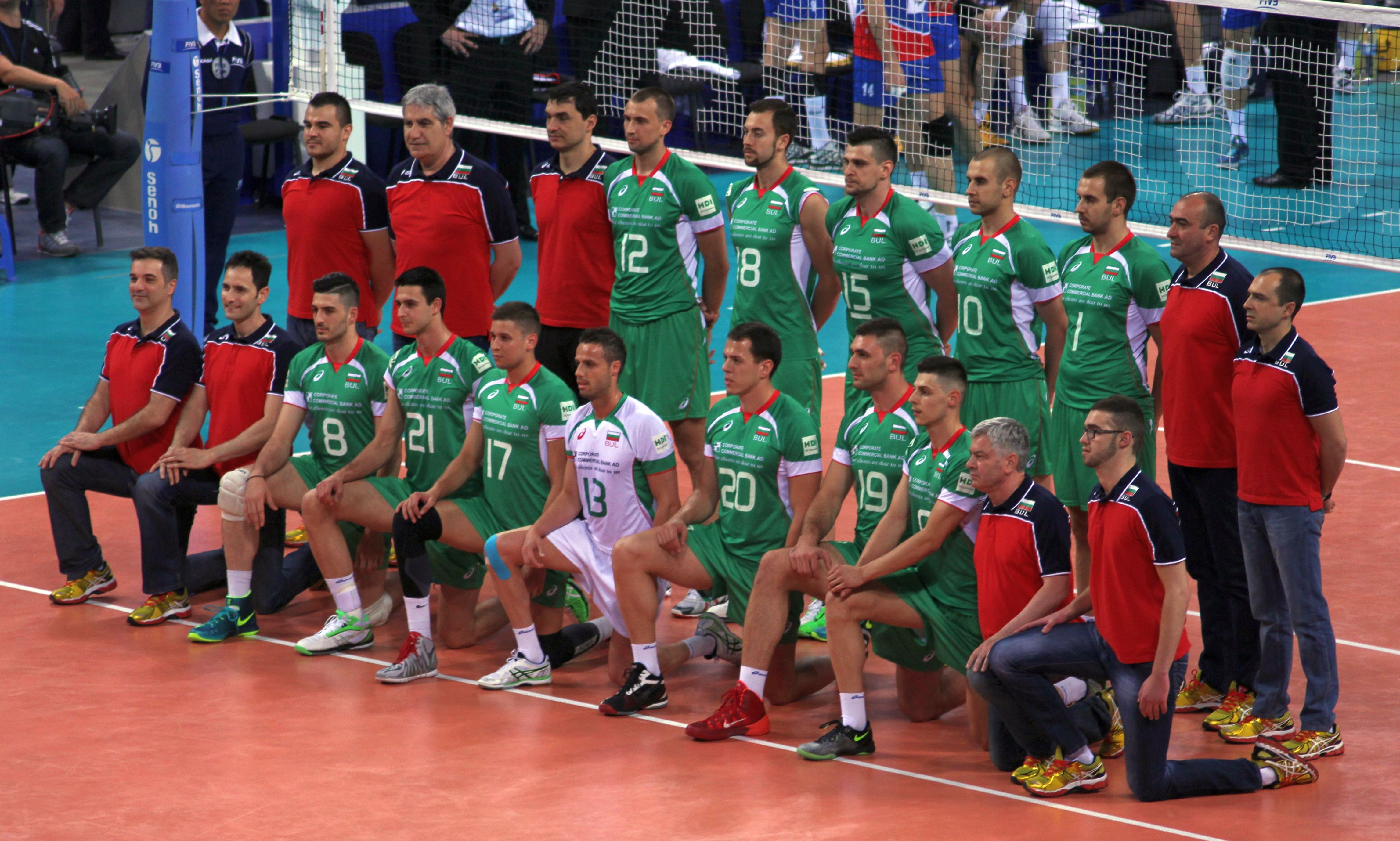
El equipo en 2014

En su equipo nacional de voleibol masculino, controlado por la Federación Búlgara de Voleibol, Bulgaria presenta a uno de los principales equipos de voleibol en Europa y el mundo. A partir de enero de 2009, el equipo ocupó el cuarto lugar en el mundo según el ranking de la FIVB. Bulgaria ha aparecido regularmente en el Top 10 y ha obtenido medallas de plata en los Juegos Olímpicos de Verano de 1980, el Campeonato Mundial de Voleibol Masculino de la FIVB de 1970 y el Campeonato Europeo de 1951, así como numerosas medallas de bronce, incluso en la Copa Mundial de 2007 en Japón. A partir de 2009, los jugadores de voleibol búlgaros más populares incluyen Plamen Konstantinov, Matey Kaziyski y Vladimir Nikolov.

## Sindicato de rugby

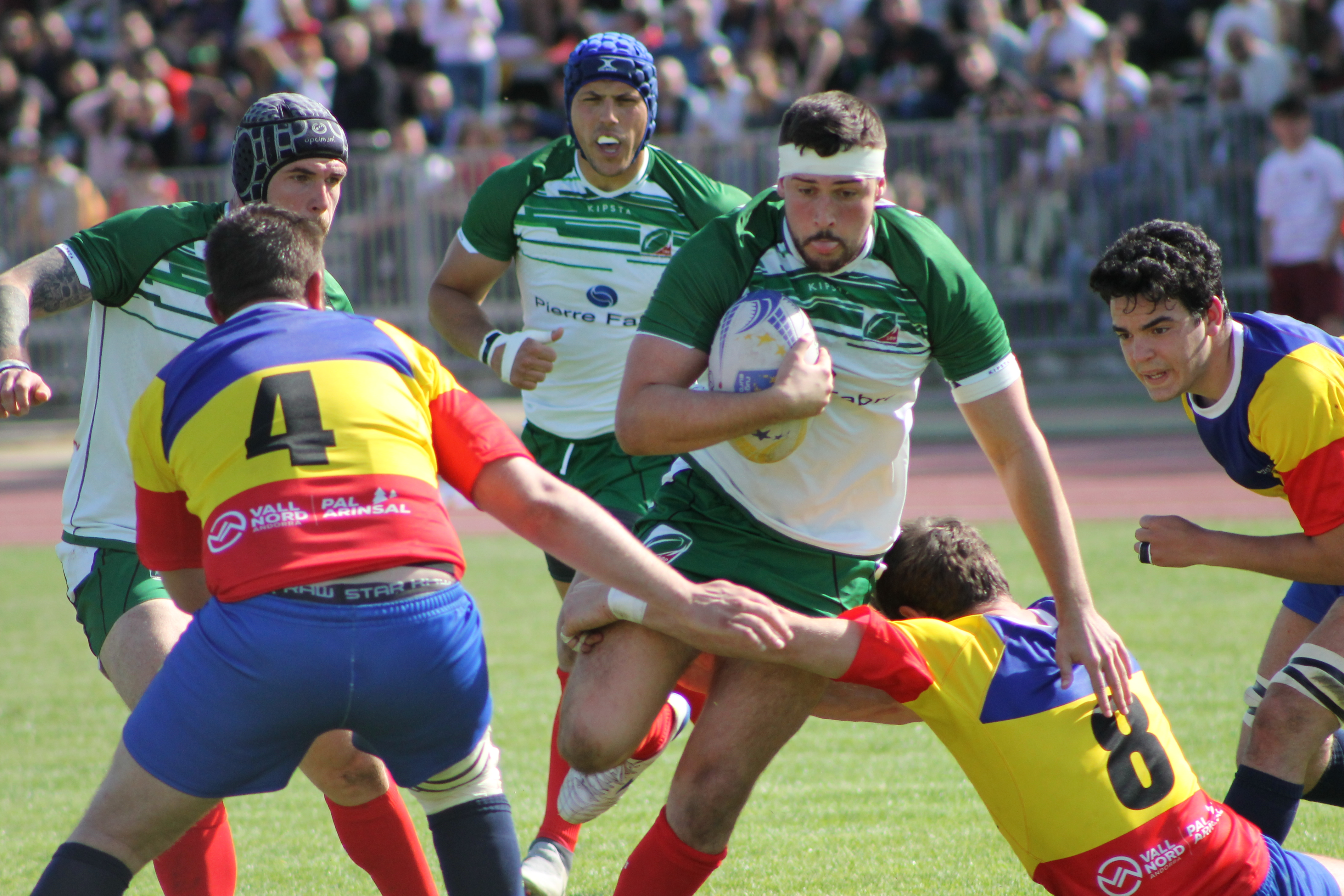
Bulgaria vs. Andorra (2019)

La unión de rugby en Bulgaria se remonta a la década de 1960, posiblemente antes. Bulgaria también tiene sus propios equipos internacionales masculinos, femeninos y sietes.

## Otros deportes
Bulgaria cuenta con grandes logros en una gran variedad de otros deportes. María Gigova y Maria Petrova han tenido un récord de tres títulos mundiales en gimnasia rítmica. Otras gimnastas famosas incluyen a Simona Peycheva y Neshka Robeva (una entrenadora muy exitosa también). Las gimnastas rítmicas búlgaras fueron particularmente exitosas durante la década de 1980, formando una generación de gimnastas conocidas como las Golden Girls of Bulgaria. Yordan Yovchev se ubica como el competidor búlgaro más famoso en gimnasia artística. En la lucha, Boyan Radev, Serafim Barzakov, Armen Nazaryan, Plamen Slavov, Kiril Sirakov y Sergey Moreyko se clasifican como luchadores de clase mundial. Dan Kolov se convirtió en una leyenda de la lucha libre a principios del siglo XX mientras vivía en Estados Unidos. De 1576 partidos, tiene 75 derrotas registradas.

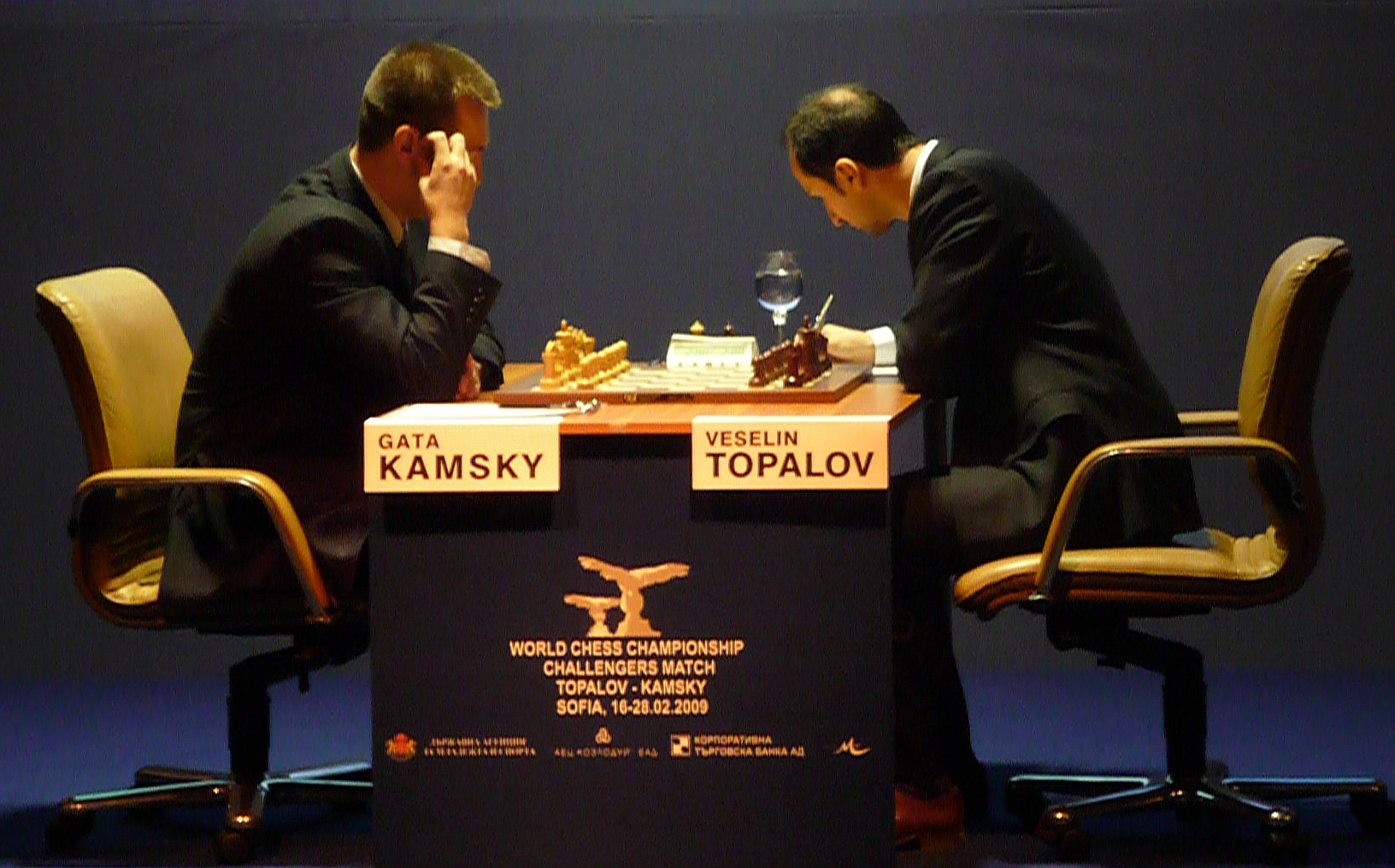
Campeonato Mundial de Ajedrez - Challengers Match Topalov - Kamsky en Sofía, Bulgaria, 2009: Ronda 2.

Los búlgaros han logrado muchos logros significativos en el atletismo. Stefka Kostadinova, que todavía posee el récord mundial de salto de altura femenino, saltó 209 centímetros en el Campeonato Mundial de Atletismo de 1987 en Roma para obtener el codiciado título. Yordanka Donkova sigue siendo el poseedor del récord mundial en los obstáculos de 100 metros con 12.21 segundos. El récord se coloca en Stara Zagora el 21 de agosto de 1988 y hasta hoy no ha mejorado. Logró cuatro veces el récord mundial en 1986. También tiene el récord de campeonatos europeos de 12.38 segundos, logrado en la misma disciplina. Actualmente, Bulgaria se enorgullece de sus velocistas, especialmente Ivet Lalova y Tezdzhan Naimova.
El ajedrez ha alcanzado una gran popularidad. Uno de los mejores maestros de ajedrez y ex campeón mundial, Veselin Topalov, juega para Bulgaria. A finales de 2005, los campeones mundiales de ajedrez masculino y femenino venían de Bulgaria, así como el campeón mundial junior.
Albena Denkova y Maxim Staviski han ganado el campeonato mundial de patinaje artístico ISU dos veces seguidas (2006 y 2007) por danza sobre hielo.
Los búlgaros también han logrado grandes éxitos en el tenis. Las hermanas Maleeva: Katerina, Manuela y Magdalena, han alcanzado la lista de las diez mejores en el ranking mundial, y se convirtieron en el único conjunto de tres hermanas clasificadas en la lista de las diez mejores al mismo tiempo. Bulgaria tiene otros tenistas conocidos como Tsvetana Pironkova, semifinalista de Grand Slam y dos veces finalista de Grand Slam, Sesil Karatancheva y Grigor Dimitrov, dos veces campeón junior de Grand Slam, semifinalista de Wimbledon 2014, Semifinalista del Abierto de Australia 2017 y campeón de las Finales del Circuito Mundial 2017.
Boyan Petrov (búlgaro: Боян Петров, nacido el 7 de febrero de 1973) es un zoólogo y montañista búlgaro que trabaja en el Museo Nacional de Historia Natural de Sofía. [1] A partir de julio de 2016, ha escalado 8 ocho mil millares, todos sin oxígeno suplementario. Este logro lo convierte en escalador búlgaro de altitud con el mayor número de picos de más de 8000 metros.
Petar Stoychev (Петър Стойчев) estableció un nuevo récord mundial de natación por cruzar el Canal de la Mancha en 2007.

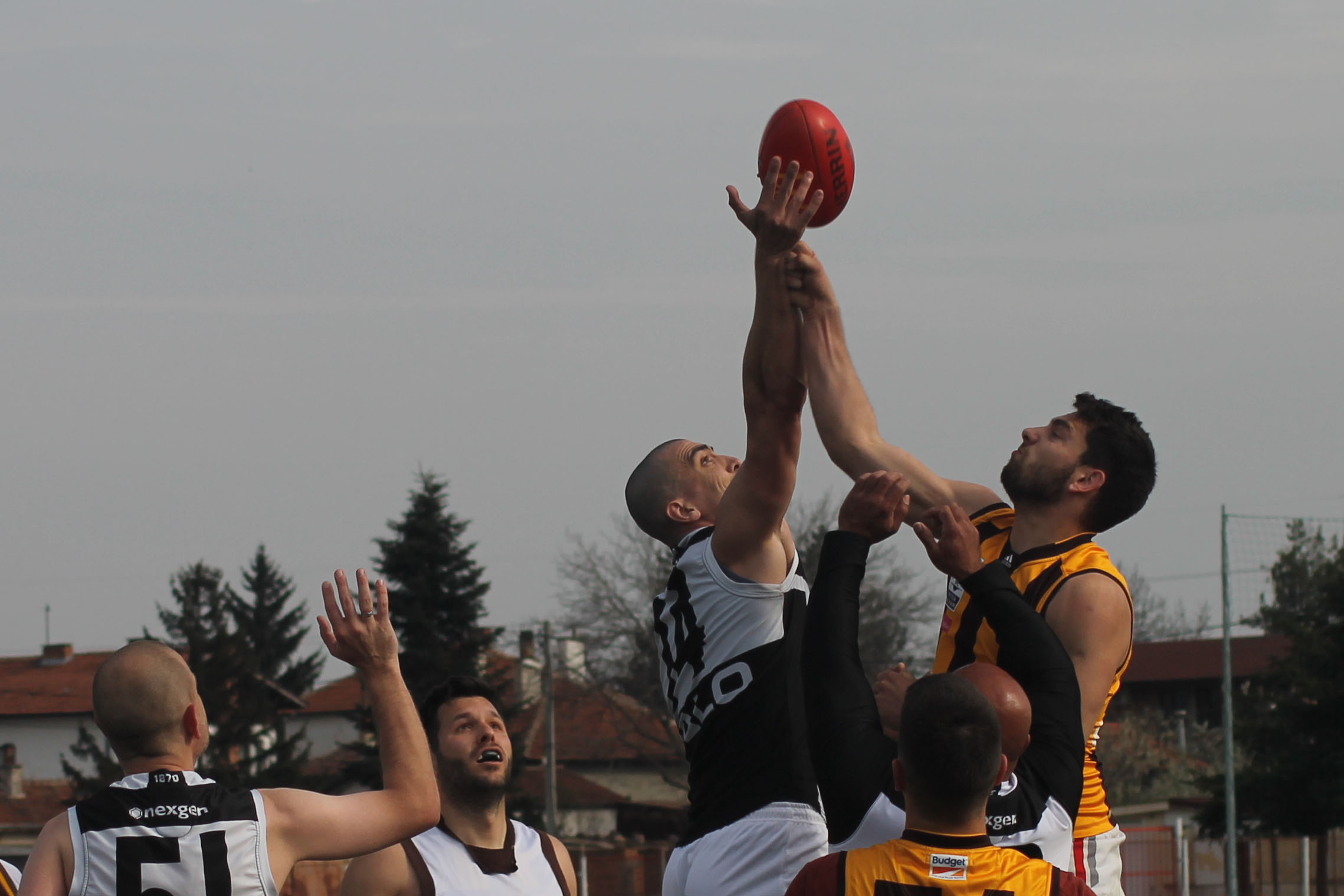
Sofia Magpies vs Zagreb Hawks: el primer partido de fútbol australiano en Bulgaria (06.04.2019)

El país tiene fuertes tradiciones en el boxeo amateur y en las competiciones de artes marciales. Bulgaria ha logrado un gran éxito con sus equipos de judo y karate en los campeonatos europeos y mundiales. Kaloyan Stefanov Mahlyanov, más conocido como Kotoōshū Katsunori, se ha hecho mundialmente conocido por su destreza en el sumo, convirtiéndose en el primer europeo en ganar el título de ozeki en Japón. Bulgaria también ha ganado varios campeonatos europeos de sumo, y a menudo se encuentra entre los principales competidores en este deporte.
El equipo nacional de cricket de Bulgaria se convirtió en miembro asociado de la CPI en 2017.
Bulgaria será la sede de la Copa Mundial de Baloncesto Sub-17 FIBA 2020 con Sofía como la ciudad sede entre el 4 y el 12 de julio de 2020.